# Phragmatobia honesta
Phragmatobia honesta är en fjärilsart som beskrevs av Frey. 1843. Phragmatobia honesta ingår i släktet Phragmatobia och familjen björnspinnare. Inga underarter finns listade i Catalogue of Life.